# Nauru aux Jeux olympiques d'été de 1996
Nauru a participé aux Jeux olympiques d'été de 1996 à Atlanta ; il s'agissait de sa première participation à des Jeux olympiques d'été. 

## Athlètes
Les sportifs portant les couleurs de Nauru lors de cette édition des Jeux olympiques d'été était les haltérophiles masculins Marcus Stephen, Quincy Detenamo et Gerard Garabwan. Aucun de ces athlètes n'a remporté de médaille.

## Résultat
Haltérophilie
| Athlète         | Catégorie | Arrachée | Arrachée    | Épaulé-jeté | Épaulé-jeté | Total    | Rang        | Médaille |
| Athlète         | Catégorie | Résultat | Rang        | Résultat    | Rang        | Total    | Rang        | Médaille |
| --------------- | --------- | -------- | ----------- | ----------- | ----------- | -------- | ----------- | -------- |
| Marcus Stephen  | -59 kg ♂  | 0 kg     | Disqualifié | 0 kg        | Disqualifié | 0 kg     | Disqualifié | ∅        |
| Quincy Detenamo | -76 kg ♂  | 110 kg   | 21e         | 142,5 kg    | 20e         | 252,5 kg | 20e         | ∅        |
| Gerard Garabwan | -91 kg ♂  | 115 kg   | 24e         | 150 kg      | 24e         | 265 kg   | 24e         | ∅        |

### Source
- (en) LA84 Foundation - Brochure des résultats officiels des Jeux olympiques d'été de 1996 à Atlanta